# Hexanal
Hexanal é o aldeído com 6 carbonos. Ele é usado industrialmente para produzir sabor artificial de frutas.